# Fantasia e fuga in do minore BWV 537
La fantasia e fuga in do minore BWV 537 è una composizione per organo di Johann Sebastian Bach.
È uno dei vari lavori per strumenti a tastiera composti da Bach tra il 1708 e il 1717, mentre egli si trovava a Weimar presso la corte ducale.